# Académie de Maurienne
De Académie de Maurienne is een wetenschappelijk genootschap met betrekking tot de regio Maurienne en de bevolking, taal en cultuur hiervan in de breedste zin. De academie is in 2008 opgericht met steun van de lokale politiek. Ze is gevestigd in La Chambre, Savoie.

## Geschiedenis
In het Hertogdom Savoye werden er verschillende genootschappen opgericht die tot doel hadden de wetenschap te bevorderen. Sommige van deze genootschappen bestaan nog steeds, zoals de Académie de Savoie, opgericht in 1820, en de Académie florimontane die werd opgericht in 1606. 
Op 15 juli 2008 werd de Académie de Maurienne officieel opgericht na een voordracht van de poëet, schrijver en journalist Bernard Dio, tevens de eerste voorzitter. Hoewel dit genootschap chronologisch laattijdig is opgericht, bestond er een maatschappelijke vraag naar een klassieke academie voor de historische provincie. De academie is opgericht met steun van de lokale politiek en werkt qua handelwijze grotendeels op dezelfde manier als de klassieke Savoyaardse academies.

## De afdelingen van de academie
De Académie de Maurienne telt de volgende vakgroepen
- Letterkunde en dichtkunst
- Schilderkunst
- Beeldhouwkunst
- Fotografie
- Tradities en cultureel erfgoed (klederdracht, taal en volksgebruiken)
- Historisch erfgoed (historie en archeologie)
- Geschiedenis
- Muziekwerk
- Moderne kunst
- Theater (kunstvorm)

## Bekende (oud-)leden
- Hubert Dequier, schrijver en dichter.
- Pierre Dompnier, schrijver en historicus.
- Jacques Opinel, directeur bedrijf Opinel.